# Mistrzostwa Azji w Lekkoatletyce 2013 – rzut oszczepem mężczyzn
Rzut oszczepem mężczyzn – jedna z konkurencji rozegranych podczas lekkoatletycznych mistrzostw Azji w Pune.
Złoty medal – pierwszy w karierze – zdobył reprezentant Uzbekistanu Ivan Zaytsev. Do zawodów nie przystąpił obrońca tytułu Japończyk Yukifumi Murakami.

## Terminarz
| Data         | Godzina | Runda |
| ------------ | ------- | ----- |
| 5 lipca 2013 | 17:00   | Finał |

## Rekordy
Tabela prezentuje rekord świata, Azji oraz czempionatu Azji, a także najlepsze rezultaty w Azji i na świecie w sezonie 2013 przed rozpoczęciem mistrzostw
| Rekord świata          | Jan Železný        | 98,48 | Jena      | 25 maja 1996     |
| Rekord Azji            | Kazuhiro Mizoguchi | 87,60 | San Jose  | 27 maja 1989     |
| Rekord mistrzostw Azji | Li Rongxiang       | 82,75 | Kolombo   | 11 sierpnia 2002 |
| Listy światowe         | Tero Pitkämäki     | 87,60 | Szanghaj  | 18 maja 2013     |
| Listy azjatyckie       | Yukifumi Murakami  | 85,96 | Hiroszima | 29 kwietnia 2013 |

## Rezultaty
Rozegrano tylko rundę finałową, która odbyła się 5 lipca w godzinach popołudniowych. Złoty medal, rzutem w pierwszej serii, zapewnił sobie reprezentant Uzbekistanu Ivan Zaytsev.
| Poz. | Zawodnik              | Reprezentacja    | #1    | #2    | #3    | #4    | #5    | #6    | Rezultat | Uwagi |
| ---- | --------------------- | ---------------- | ----- | ----- | ----- | ----- | ----- | ----- | -------- | ----- |
|      | Ivan Zaytsev          | Uzbekistan       | 79,76 | 74,33 | x     | x     | 76,41 | 78,33 | 79,76    |       |
|      | Sachith Maduranga     | Sri Lanka        | 76,57 | x     | 73,01 | 79,62 | x     | x     | 79,62    | NR PB |
|      | Samarjeet Singh       | Indie            | x     | 75,03 | x     | x     | x     | x     | 75,03    | PB    |
| 4    | Krishan Kumar Patel   | Indie            | 70,31 | 73,36 | x     | x     | x     | x     | 73,36    |       |
| 5    | Kim Ye-Ram            | Korea Południowa | 67,93 | 72,81 | 69,23 | x     | 69,47 | 68,20 | 72,81    | PB    |
| 6    | Bobur Shokirjonov     | Uzbekistan       | 70,02 | 72,55 | x     | 70,94 | 72,03 | 72,64 | 72,64    |       |
| 7    | Rajender Singh        | Indie            | 67,33 | 71,82 | x     | 70,31 | x     | 69,61 | 71,82    |       |
| 8    | Chung Cheng-hung      | Chińskie Tajpej  | 70,13 | 67,40 | 71,07 | 71,54 | x     | 67,40 | 71,54    | PB    |
| 9    | Muhammad Imran        | Pakistan         | 68,21 | 70,57 | 67,55 |       |       |       | 70,57    | SB    |
| 10   | Yuya Koriki           | Japonia          | 64,83 | 68,67 | 70,31 |       |       |       | 70,31    |       |
| 11   | Mohamad Ibrahim Kaida | Katar            | 67,14 | x     | 64,42 |       |       |       | 67,14    |       |
| 12   | Danilo Fresnido       | Filipiny         | 63,41 | 61,67 | 60,20 |       |       |       | 63,41    |       |
|      | Abdullah Al-Ameeri    | Kuwejt           |       |       |       |       |       |       | DNS      |       |